# Davey Havok
David Paden Marchand
 (født 20. november 1975 i Rochester, New York), bedre kendt under kunstnernavnet Davey Havok, er forsanger i det amerikanske rockband AFI.
Davey har italienske forfader. Davey er døbt till David Paden Passaro men da Davey var tre, døde hans far og da hans mor gifte om sig tog han sin stedfaders efternavn, Marchand. Da Davey var seks år gammel, flyttede han og hans familie fra Rochester til Ukiah, Californien. Der begyndte Davey i en katolsk skole til ottende klasse. Davey har en yngre bror.
Davey er vegan, nykterist og Straight Edge.